# Herb Janowa Lubelskiego
Herb Janowa Lubelskiego – jeden z symboli miasta Janów Lubelski i gminy Janów Lubelski w postaci herbu.

## Wygląd i symbolika
Herb przedstawia w błękitnym polu wizerunek Najświętszej Marii Panny w czerwonej sukni i białym płaszczu, w nimbie i butach złotych, z takąż świecą w prawicy o trzech płomieniach, pod którą znajdują się trzy kopie herbu Jelita.
Wizerunek herbowy nawiązuje do opisanego przez janowskich dominikanów w Księdze Cudów objawienia maryjnego, jakie miałoby mieć miejsce w Janowie, wówczas jeszcze zwanym Białą. Matka Boska ukazała się rzekomo pobożnemu bednarzowi w drodze ze wsi Ruda na jutrznię do kościoła bielskiego.

## Historia
Janów Lubelski otrzymał herb 21 lipca 1640 z nadania królewskiego Władysława IV Wazy, przy okazji lokacji miasta. Dokument wspomina o wizerunku herbu, „wykonanego ręką rzemieślniczą”, który jednakże nie zachował się. Wiadomo jednak z opisu, że herb od początku przedstawiał Matkę Boską. Najstarszy znany wizerunek pochodzi z odcisku pieczęci miejskiej na dokumencie z 1719. Przedstawia on Matkę Boską trzymającą w prawej ręce pochodnię, z umieszczonym poniżej herbem rodowym Zamoyskich – Jelita, w otoku pieczęci zaś znajdował się napis: SIGILLUM CONSULUM CIVITATIS JANOVIENSIS.

Znane jest także z odcisków pieczęci (między innymi na dokumentach z lat 1790 i 1791) godło wójtowskie Janowa Lubelskiego, odmienne od miejskiego. Był to herb Zamoyskich Jelita umieszczony w owalnej tarczy. 

Herb miasta w wersji zatwierdzonej w 1982, obowiązujący do 20 stycznia 2023 roku.

W XIX wieku obydwa herby popadły w zapomnienie i gdy zaistniała potrzeba przedstawienia władzom herbu Janowa, zaprojektowano zupełnie nowy, przedstawiający srebrne nożyce na czerwonym tle. Wzór ten nigdy jednak nie wszedł do użycia ani nie został urzędowo zatwierdzony.
W II Rzeczypospolitej używano herbu z tarczą dwudzielną w pas. W polu górnym przedstawiono jelenia, w dolnym natomiast niedźwiedzia między drzewami.
W 1959 prof. Marian Gumowski zaprojektował herb nawiązujący do pierwotnego. Rok później, w książce Herby miast polskich przedstawił inny wzór: Matka Boska z dzieciątkiem Jezus. Bardzo podobny do pierwszego projektu Gumowskiego był herb zamieszczony w Miastach polskich w tysiącleciu i ten właśnie wzór przyjęła w 1982 Miejska Rada Narodowa. Przedstawiał on w błękitnej tarczy herbowej postać Matki Boskiej w czerwonej sukni i białym płaszczu, ze złotym nimbem.
Z czasem zaczęto postulować wprowadzenie nowego wzoru, opartego na najstarszym herbie, z królewskiego nadania, a więc zawierającym także herb Jelita. Zwrócono uwagę na nieprawidłowość wersji z 1982 i jej niezgodność z najstarszymi dostępnymi źródłami. Pierwsze projekty poprawek herbu, nie wprowadzone w życie, przedstawiano na 2005 rok. 
W 2022 władze miasta podjęty współpracę z heraldykiem Henrykiem Seroką, który opracował projekt symboli miasta uwzględniający najstarszą ikonografię i poprawki wynikające z prawideł heraldycznych. W tym samym roku jego projekt otrzymał pozytywną recenzję Komisji Heraldycznej. 20 stycznia 2023 Rada Miejska w Janowie Lubelskim uchwaliła nowy wygląd herbu.